# Aristida palustris
Aristida palustris är en gräsart som först beskrevs av Alvin Wentworth Chapman, och fick sitt nu gällande namn av George Vasey. Aristida palustris ingår i släktet Aristida och familjen gräs. Inga underarter finns listade i Catalogue of Life.